# Schweißeisen
Schweißeisen bezeichnete im Lauf der Geschichte zwei unterschiedliche Eisen- bzw. Stahlsorten.
- Vor ca. 1900 bezeichnete der Begriff Schweißeisen das im Puddelverfahren hergestellte Schmiedeeisen, das aus mehrfachem Zusammenwalzen flacher Eisenbänder entstand (s. auch Feuerschweißen). Bei der Verwendung in Baukonstruktionen wurde es genietet, da das heute übliche Schweißen noch nicht erfunden und das damalige Schweißeisen außerdem (ebenso wie der frühe Stahl) für das heute übliche Schweißen nicht geeignet gewesen wäre. Die im Bessemerverfahren ab ca. 1860 und im Thomas-Verfahren ab den 1880er Jahren erzeugten Stähle wurden als Flußeisen bzw. Flußstahl bezeichnet.
- Nach 1900, genauer nach der Erfindung des Schweißbrenners und der industriellen Entwicklung des Schweißens nach dem Ersten Weltkrieg, bezeichnete der Begriff Schweißeisen Stähle mit geringem Kohlenstoffanteil (C < 0,22 %) und sehr geringen Schwefel- und Phosphoranteilen, welche sich autogen (mit der Flamme im Schmelzverfahren) oder elektrisch schweißen lassen. Hauptsächlich wurden Stahlsorten vergleichbar mit heutigen Baustählen mit einer Festigkeit von ca. 270 N/mm² oder unlegierte Stähle angewendet.

Aufgrund der nunmehr sehr geringen Anzahl an nicht schweißbaren Stählen ergibt heute die Deklaration der Schweißbarkeit durch die Namensgebung keinen Sinn mehr. Schweißeisen und Schweißstahl werden gegenwärtig nur noch im Zusammenhang mit historischen Dokumenten verwendet.